# Basket Case (película)
Basket Case es una película estadounidense de 1982 de los géneros terror y comedia escrita y dirigida por Frank Henenlotter, en su debut en la dirección cinematográfica.
Tuvo dos secuelas, Basket Case 2 (1990) y Basket Case 3: La prole (1992), del mismo director. 
Es señalable su bajo presupuesto y el alto contenido violento. La película ganó popularidad en los años 1980 debido a la aparición del formato doméstico.

## Argumento
El inocente Duane Bradley llega a Nueva York transportando una cesta que contiene a su hermano Belial, su ya separado hermano siamés, que ha quedado inhumanamente deformado al punto que ya poca gente conoce su existencia y se duda de que sea humano. 
Después de que su madre muriera en el parto, el padre de los gemelos unidos espantado de su deformidad se refiere a ellos simplemente como "el chico y el monstruo". Apenado por la muerte de su querida esposa, trae a tres doctores con las esperanza de que logren separar a los gemelos para que así Duane pueda llevar una vida normal y confía en que Belial muera durante la operación. Este sobrevive a la operación y, junto con Duane, va tras los tres médicos responsables de separarle de su hermano con el fin de asesinarlos.
De cualquier forma, la aparición de Sharon en la vida de Duane vuelve a los dos hermanos en contra, poniendo en riesgo la vida de la gente que los rodea.

## Reparto
| Actor                | Personaje                |
| -------------------- | ------------------------ |
| Kevin Van Hentenryck | Duane Bradley            |
| Terri Susan Smith    | Sharon                   |
| Beverly Bonner       | Casey                    |
| Robert Vogel         | Hotel manager            |
| Diana Browne         | Dr. Judith Kutter        |
| Lloyd Pace           | Dr. Harold Needleman     |
| Bill Freeman         | Dr. Julius Lifflander    |
| Joe Clarke           | Brian 'Mickey' O'Donovan |
| Ruth Neuman          | Tía                      |
| Richard Pierce       | Padre de Duane           |
| Sean McCabe          | Duane de joven           |
| Dorothy Strongin     | Josephine                |
| Ilze Balodis         | Asistente social         |
| Kerry Buff           | Detective                |
| Tom Robinson         | Ladrón en cine           |

## Efectos especiales
Frank Henenlotter creó las escenas de acción de Belial utilizando la técnica de animación stop motion. Cuando la mano de Belial se ve atacando a sus víctimas, es en realidad un guante manejado por Henenlotter. Aunque Belial es una marioneta, para las escenas de acción se utilizó un modelo de arcilla. Este modelo también se utilizó en las escenas en las que los ojos de Belial se volvían rojos.

## Lanzamientos
La película está disponible en DVD, publicada por Something Weird Video.